# Santa Cruz County (Kalifornie)
Santa Cruz County je okres ve státě Kalifornie v USA. K roku 2010 zde žilo 262 382 obyvatel. Správním městem okresu je Santa Cruz. Na severu sousedí se San Benito County a na jihu se San Mateo County.